# Apokopa
Apokopa je v glasoslovju vrsta glasovne spremembe, pri kateri se izpusti zadnji glas v besedi. Navadno se nanaša na izpustitev zadnjega samoglasnika, lahko pa se izpušča tudi soglasnike ali zloge. Beseda izhaja iz starogrške besede ἀποκοπή apokopḗ, ki je glagolnik ἀποκόπτειν, apokóptein, dob. »odrezati proč«, iz ἀπο- (apo-, dob. »proč od«) in κόπτειν, (kóptein, dob. »rezati«). Primer apokope je pogost v pesništvu: »Bi bližnji sosed varoval – svet' Marka« (Prešeren, O, Vrba). Nasproten pomen, izpust začetnega glasu, označujemo z besedo afereza.